# Calvisson
Calvisson är en kommun i departementet Gard i regionen Occitanien i södra Frankrike. Kommunen ligger i kantonen Sommières som tillhör arrondissementet Nîmes. År 2022 hade Calvisson 6 295 invånare.

## Befolkningsutveckling
Antalet invånare i kommunen Calvisson
Referens:INSEE